# Плоти (Любуське воєводство)
Плоти (пол. Płoty) — село в Польщі, у гміні Червенськ Зеленогурського повіту Любуського воєводства.
Населення — 1099 осіб (2011).
У 1975-1998 роках село належало до Зеленогурського воєводства.

## Демографія
Демографічна структура станом на 31 березня 2011 року:
|          | Загалом | Допрацездатний вік | Працездатний вік | Постпрацездатний вік |
| -------- | ------- | ------------------ | ---------------- | -------------------- |
| Чоловіки | 537     | 135                | 379              | 23                   |
| Жінки    | 562     | 126                | 356              | 80                   |
| Разом    | 1099    | 261                | 735              | 103                  |